# GL Водолея
GL Водолея (лат. GL Aquarii) — одиночная переменная звезда в созвездии Водолея на расстоянии (вычисленном из значения параллакса) приблизительно 19107 световых лет (около 5858 парсеков) от Солнца. Видимая звёздная величина звезды — от +14,7m до +14,1m.

## Характеристики
GL Водолея — белая пульсирующая переменная звезда типа RR Лиры (RR:) спектрального класса A. Эффективная температура — около 6594 К.